# تداخل‌سنج مایکلسون

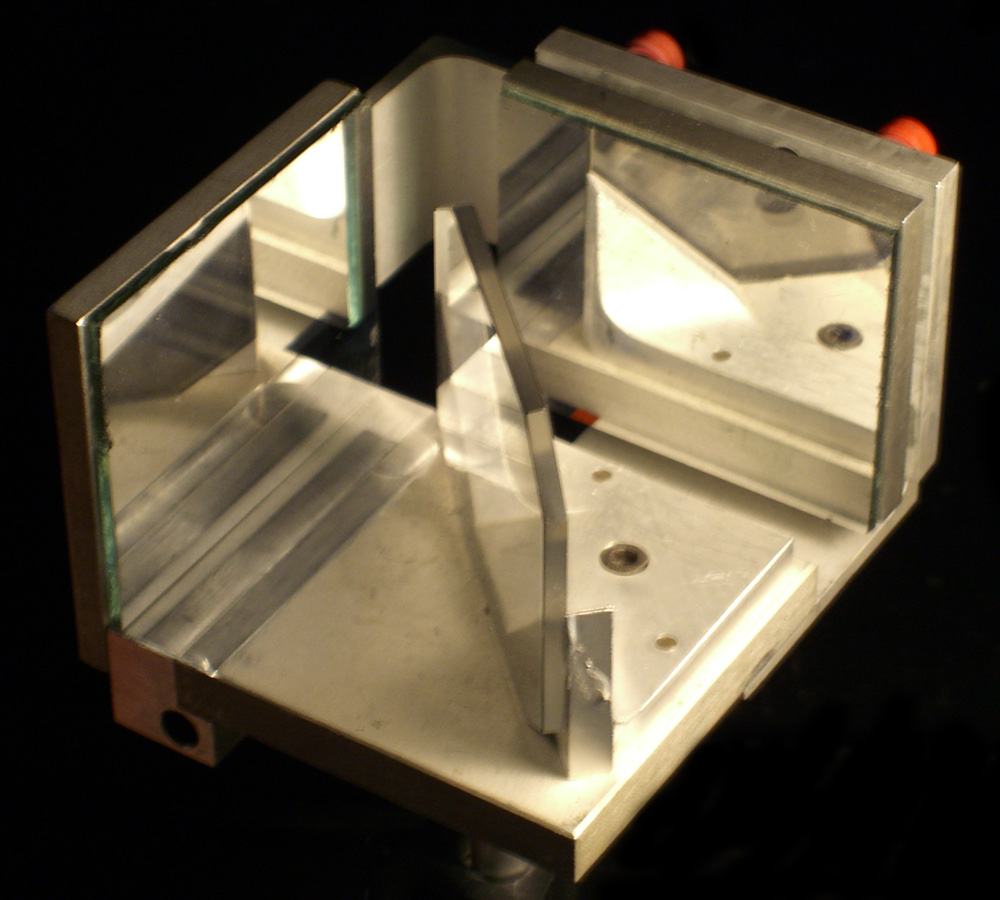
یک تداخل‌سنج مایکلسون

تداخل سنج مایکلسون (به انگلیسی: Michelson interferometer) پرکاربردترین ساختار تداخل‌سنج برای تداخل سنجی نوری است که توسط آلبرت آبراهام مایکلسون (به انگلیسی: Albert Abraham Michelson) در قرن نوزدهم اختراع شد. در این تداخل‌سنج یک باریکه نور به دو مسیر تقسیم می‌شود سپس این دو باریکه منعکس شده و دوباره ترکیب می‌شوند و به این ترتیب یک الگوی تداخلی یا انتشار امواج تولید می‌شود. مسیرها می‌توانند با طول‌های مختلف یا از جنس‌های مختلف باشند تا حاشیه تداخل متناوب در آشکارگر پشتی ایجاد کنند.
مایکلسون به همراه ادوارد مورلی (به انگلیسی: Edward Morley) در سال ۱۸۸۷ این تداخل‌سنج را در آزمایش مشهور مایکلسون-مورلی بکار بردند.

## شرح دستگاه

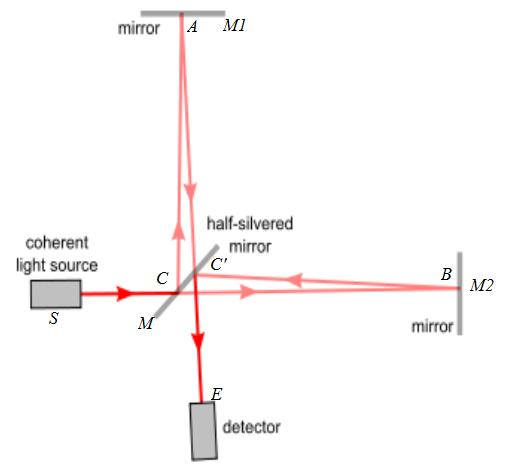
. راه نوری در تداخل سنج مایکلسون.

دو آینه مسطح M1 و M2 که بازتابندگی زیادی دارند. تیغه M که سطح زیرین آن نیمه نقره اندود شده‌است، یک تقسیم‌کننده باریکه است. یعنی مقداری از باریکه فرودی را عبور داده و مقداری را بازتاب می‌دهد.
در تنظیم عادی تداخل سنج، آینه‌های M1 و M2 عمود بر یکدیگر قرار می‌گیرند و تیغه G1 در زاویه ۴۵ درجه نسبت به آن‌ها قرار داده می‌شود.
یکی از آینه‌ها ثابت است (معمولاً آینه M2) و آینه دیگر می‌تواند به وسیلهٔ یک پیچ در مسیر مشخصی به تیغه G1 نزدیک یا از آن دور شود. منبع S روبروی آینه M2 و تیغه G1 قرار می‌گیرد و تیغه L هم مقابل آن جای داده می‌شود. نور منبع پس از عبور از تیغه L، به صورت یکنواخت، به سطح تیغه G1 می‌رسد.
وقتی باریکه‌ای به تیغه G1 می‌رسد، مقداری از آن از سطح زیرین تیغه، بازتابیده می‌شود و مقداری از تیغه عبور می‌کند.
باریکه بازتابیده، به آینه M1 می‌رسد و این آینه آن را به‌طور کامل بازتاب می‌دهد و مجدداً به تیغه می‌رساند. مقداری از باریکه دوباره در تیغه بازتاب جزئی می‌یابد و بقیه آن از تیغه عبور می‌کند.
باریکه عبوری، به آینه M2 می‌رسد و از سطح آن بازتاب می‌کند و دوباره به تیغه G1 می‌رسد. چون این سطح تیغه، نقره اندود است، باریکه را باز می‌تاباند.
پرتوهای نهایی هر دو باریکه عبوری و بازتابی باهم موازی هستند و به دلیل همدوس بودن می‌توانند باهم تداخل کنند.
ناظری که بر روی آینه پرتوهای خروجی را می‌بیند، چنین تصور می‌کند که هر دو پرتو از دو آینه موازی M1 و Ḿ۲ می‌آیند.

## تیغه جبران کننده
در تداخل سنج مایکلسون، باریکه‌ای که در مرحله اول از تیغه G2 بازمی‌تابد، سه بار ضخامت تیغه (t) را طی می‌کند ولی باریکه عبوری از تیغه، فقط یکبار از تیغه می‌گذرد. بدین ترتیب، بین دو پرتو اختلاف راه ایجاد می‌شود. برای جبران این راه اضافی، یک تیغه جبران‌کننده G2 (با همان ضخامت t) مقابل پرتو عبوری قرار می‌دهند.
در چشمه تکفام(تک طول موج)، در واقع تیغه جبران‌کننده لازم نیست، چون می‌توان راه اضافی t2 را که توسط تیغه ایجاد شده‌است، با حرکت دادن آینه M1 به اندازه nt جبران کرد (n ظریب شکست شیشه G1 است). ولی برای نور سفید، فقط چند حلقه رنگی بر اطراف نقطه مربوط به اختلاف راه صفر، مشاهده خواهد شد و چون ضریب شکست به طول موج بستگی دارد، برای دیدن نقش تداخلی وجود تیغه جبران‌کننده ضروری است.
| . چیدمان فرانژها در تداخل سنج مایکلسون- مورلی |

## کاربردها

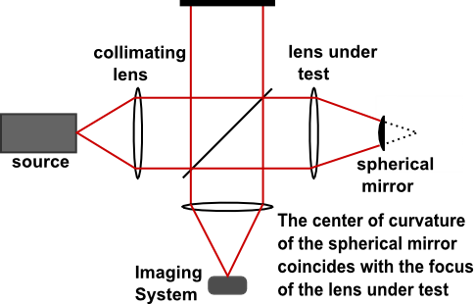
تداخل‌سنج مایکلسون

مهمترین کاربرد تداخل‌سنج مایکلسون آزمایش مایکلسون-مورلی است که درستی فرضیه نسبیت خاص را اثبات می‌کند. همچنین از این تداخل‌سنج برای آشکارسازی امواج گرانشی به عنوان فیلتر باریک گذر قابل تنظیم و به عنوان هسته طیف‌سنجی انتقال فوریه استفاده می‌شود.
یکی از کاربردهای مهم این ابزار در تهی‌سنجی است که در اخترشناسی برای یافتن سیارات بدور ستاره‌های نزدیک بکار می‌رود.
گستره وسیعی برای کاربردهای تداخل سنجی وجود دارد. اندازه‌گیری ضخامت، جابجایی‌های کوچک،
ضریب شکست مواد همانند گازها، و زاویه‌های کوچک از آن جمله‌اند. همچنین از این تداخل سنج در طیف‌سنجی تبدیل فوریه نیز استفاده می‌شود.

## کاربردهای هواشناسی و نجومی
تداخل سنج مایکلسون نقش مهمی در بررسی لایه‌های بالای اتمسفر و دمای جو و اثرات حرکتی بادها با استفاده از اثرات دوپلر بر روی طرح تداخلی دارد.
از سوی دیگر، در مقایسه با تداخل سنج‌های مدل قدیمی مایکلسون دارای پایداری بیشتر و حساسیت کمتر نسبت به ارتعاشات و اختلافات دمایی می‌باشد.
تداخل سنج، ابزاری است که نورهای کانونی شده آینده چند تلسکوپ کوچک و بزرگ در آن ترکیب می‌شوند و تصویر جدیدی می‌سازند که گویی از آینه‌ای بزرگ‌تر و تلسکوپی قوی تر بدست آمده است. این چنین با صرف هزینه‌های بسیار کمتر می‌توان تصاویری با کیفیت تلسکوپ‌های بزرگ تولید کرد.